# 図書館司書探偵オーロラ
『図書館司書オーロラ』（としょかんししょたんていオーロラ、原題: Aurora Teagarden Mysteries）は、シャーレイン・ハリスの小説をベースにしたアメリカのミステリードラマシリーズ。

## 概要
2015年からホールマーク・ムービーズ・アンド・ミステリーズ・チャンネルで放送された。ジョージア州の町の公共図書館の司書であり、町の歴史に残る有名犯罪を研究する同好会にも所属する人物が主人公である。
日本ではAXNミステリーで2021年9月から放送された。

## 登場人物
- オーロラ・ティーガーデン: キャンディス・キャメロン・ブレ - 図書館司書
- サリー・アリソン: レクサ・ドイグ（英語版） - オーロラの親友
- アイーダ・ティーガーデン: マリル・ヘナ― - オーロラの母、不動産業者
- ジョン・クイーンズランド: ブルース・ドーソン - 同好会のメンバー
- アーサー・スミス: ピーター・ベンソン - 強盗課の刑事、オーロラの元カレ
- リン・スミス: ミランダ・フリゴン（英語版） - 殺人課の刑事、アーサーの妻
- マーティン・バーテル: ヤニック・ビッソン - 元CIA諜報員
- ニック・ミラー: ナイア・マター - 大学の心理学教授